# Роланд Гріп
Роланд Гріп (швед. Roland Grip; 1 січня 1941, Круком — 9 лютого 2024) — шведський футболіст, що грав на позиції захисника.
Виступав, зокрема, за АІК, а також національну збірну Швеції, у складі якої був учасником двох чемпіонатів світу.

## Клубна кар'єра
У дорослому футболі дебютував 1962 року виступами за команду «Естерсунд», в якій провів два сезони у третьому дивізіоні країни.
1964 року перейшов до вищолігового АІКа, у складі якого 26 квітня 1964 року дебютував у Аллсвенскан, а з 1967 року став основним гравцем клубу. Всього відіграв за команду з Стокгольма сім сезонів своєї ігрової кар'єри.
1971 року перейшов до клубу «Сіріус» (Уппсала), за який відіграв 5 сезонів, лише один з яких (1973) клуб провів у вищому дивізіоні.
Завершив кар'єру футболіста виступами за аматорську команду «Ірон» (Бйорклінге) у 1976 році. Згодом у 1980—1982 роках був тренером цього клубу.

## Виступи за збірну
19 лютого 1968 року дебютував в офіційних матчах у складі національної збірної Швеції в товариській грі проти Ізраїлю (3:0).
У складі збірної був учасником чемпіонату світу 1970 року у Мексиці, де зіграв у всіх трьох матчах своєї команди — з Італією (0:1), Ізраїлем (1:1) та Уругваєм (1:0), але шведи не подолали груповий етап.
Пізніше Гріп поїхав з командою і на наступний чемпіонат світу 1974 року у ФРН. Цього разу він також виступав у трьох матчах — з Нідерландами (0:0), Уругваєм (3:0) та Польщею (0:1), а команда вилетіла за підсумками другого групового етапу. При цьому гра проти поляків стала останньою для Роланда за збірну. Загалом протягом кар'єри у національній команді, яка тривала 7 років, провів у її формі 55 матчів, забивши 1 гол   .